# Бредли Вонамејкер
Бредли Данијел Вонамејкер (енгл. Bradley Daniel Wanamaker; Филаделфија, Пенсилванија, 25. јул 1989) амерички је кошаркаш. Игра на позицијама плејмејкера и бека. 

## Каријера
Вонамејкер је колеџ каријеру провео на Универзитету Питсбург (2007—2011), након чега није изабран на НБА драфту 2011. године. Професионалну каријеру је почео у Италији где је наступао за Терамо и Форли, да би се крајем фебруара 2012. вратио у САД и заиграо за Остин торосе са којима је на крају сезоне освојио НБА развојну лигу. Сезону 2012/13. проводи у француском Лиможу а наредну у италијанској Пистоји 2000. Лета 2014. прелази у Брозе баскетс Бамберг и ту почиње његов успон у каријери. Са њима је у наредне две сезоне освојио два првенства Немачке, а био је и најкориснији играч лиге у сезони 2015/16. У сезони 2016/17. био је играч Дарушафаке, а у наредној 2017/18. сезони је био играч Фенербахчеа. Са Фенером је освојио првенство и суперкуп Турске. Од 2018. до 2020. је био играч Бостон селтикса. 

## Успеси

### Клупски
- Остин тороси:
  - НБА развојна лига (1): 2011/12.

- Брозе баскетс Бамберг:
  - Првенство Немачке (2): 2014/15, 2015/16.

- Фенербахче:
  - Првенство Турске (1): 2017/18.
  - Суперкуп Турске (1): 2017.

### Појединачни
- Идеални тим Евролиге — друга постава (1): 2016/17.
- Најкориснији играч Првенства Немачке (1): 2015/16.
- Најкориснији играч финала Првенства Немачке (1): 2014/15.
- Најкориснији играч финала Првенства Турске (1): 2017/18.